# Ceraia cymbulipes
Ceraia cymbulipes é uma espécie de orquídea de flores pequenas que duram muito pouco, mas que floresce diversas vezes ao ano, nativa de Borneu.